# You Gotta Be
«You Gotta Be» — песня британской певицы Дез’Ри, написанная вместе с продюсером Эшли Ингрэм. Является ведущим синглом из её второго альбома I Ain’t Movin’ (1994). Песня отметилась в Top-10 чартов США и Австралии, а также попала в Top-40 хит-парадов ещё нескольких стран. К 13 июня 1998 года продажи сингла в США составили 358 000 копий, кроме того он получил «золотую» сертификацию в Новой Зеландии и Великобритании. Впоследствии композиция песня использовалась в нескольких рекламных роликах, а её ремикс 1999 года (также выпущенный на сингле) возглавил национальный хит-парад Испании и добрался до верхней десятки чарта Великобритании. В 2003 году редакция журнала Q поставила «You Gotta Be» на 562-е место в своём списке «1001 лучшая песня всех времён».

## Предыстория
Описанная Стюартом Эллиотом из The New York Times как «заразительно солнечная мелодия о позитивной силе уверенности в себе». «You Gotta Be», по словам Дез’Ри, как и все песни из её второго альбома, посвящена «внутренней силе, которая помогает понять кто ты есть». По словам певицы, композиция появилась из её ежедневных размышлений «каким ты должен быть, приблизительно. Ты должен быть хладнокровными и спокойными в [одной] ситуации, а затем быть смелыми и сильными — в другой». Дез’Ри черпала вдохновение для «You Gotta Be» из книги Шакти Гавейн «Творческая визуализация», которая способствовала эмоциональному восстановлению певицы после болезненного расставания с любимым человеком. «Я всегда была слепо оптимистична» — отмечала она, «и эта [книга] помогла мне преодолеть мою меланхолию».

## Выпуск
«You Gotta Be» претерпела несколько изданий в Великобритании: первоначальный релиз сингла состоялся 28 марта 1994 года, после этого его перевыпустили 27 февраля 1995 года (на фоне его попадания в Top-10 в США, а 22 марта 1999 был выпущен ремикс (из-за популярности ТВ-рекламы автомобиля Ford Focus, в которой звучала песня, и успеха двух предыдущих синглов Дез’Ри «Life» и «What’s Your Sign?»). Третий релиз «You Gotta Be» занял самую высокую позицию в национальном чарте Соединенном Королевстве, достигнув 10-го места. Эта версия, под заголовком «1999 Mix», была добавлена к переизданию её третьего студийного альбома Supernatural. Оригинальный сингл впервые попал в чарты США в сентябре 1994 года, постепенно добравшись до его 5-й строчки (и в общей сложности продержавшись в Billboard Hot 100 44 недели). Ремикс песни возглавил хит-парад Испании, лидируя в нём в течение 2-х недель.

### Музыкальное видео
Сопроводительное музыкальное видео было снято режиссёром Полом Бойдом. Изначальный вариант был цветным, однако во время постпродакшена изображение сделали монохромным. В 1995 году клип был номинирован на соискание награды MTV Video Music Awards 1995 года в категории «Лучшее женское видео», однако проиграл «Take a Bow» Мадонны.

## Отзывы критиков
Редактор AllMusic Том Демалон назвал песню «воодушевляющей», отметив, что она «лучше всего иллюстрирует плавное сочетание попа и R&B в музыке Дез’Ри и её лирического стиля, основанного на позитивном мышлении». Ларри Флик из Billboard писал: «эта авантюрная артистка погружается в свой новый альбом, расчехляя перкуссионный двигатель». Он добавил: «У Дез’Ри глубокий альтовый диапазон и неотразимый вокальный стиль, который превращает всё, что она поёт, в утонченный музыкальный дар. В период когда все радиостанции одержимы новомодным нью-джек-свингом, успех этого сингла туманен. Тем не менее, справедливость восторжествует, программисты с собственной точкой зрения (и капелькой хорошего вкуса) дадут ему шанс. В противном случае, потенциальные покупатели должны взять эту информацию на вооружение и пойти искать альбом в магазинах самостоятельно. Поверьте, он стоит затраченных усилий». Музыкальный рецензент еженедельника Entertainment Weekly Микеле Ромеро назвал песню «восхитительно гипнотической», добавив, что она «звучит как мини-семинар по самомотивации». В свою очередь Дэйв Шолин из Gavin Report заявил: «Она представляет собой среднетемповую [музыкальную] жемчужину посвящённую тому, что нужно быть самим собой. Текст песни оптимистичен и полон надежд — идеален для летнего времени года» .
Майк Васс из Idolator писал: «Бесконечно оптимистичный гимн самопомощи с мантраподобным припевом, этот трек стал столь необходимым лучом света на пике гранжа, и его до сих пор можно услышать в лифтах и приёмных у врачей». Джон Килго из Network Forty назвал «You Gotta Be» «роскошной» композицией, Трой Дж. Аугусто из Variety отметил её «свежий, заразительный ритм», а Боб Валишевски из Plugged In подчеркнул, что она акцентирует внимание «на родительской мудрости». Между тем, писатель Джеймс Мастертон посетовал в своей еженедельной колонке посвящённой британским чартам: «Чем больше я слушаю эту песню, тем больше убеждаюсь, что это просто переделанный первый хит [Дез’Ри] — „Feel So High“». Представитель журнала Music & Media заявил: «За двухлетнее отсутствие [певицы] появилось целое новое поколение соул-исполнительниц, которые сместили её с пьедестала самого многообещающего новичка. Песня „Dreams“ певицы Габриель, служит наглядным примером для этой точки зрения». В свою очередь Алан Джонс из Music Week заметил: «Ремикс добавляет к оригинальной фолко-соуловый композиции медленный, нажористый бас и другие музыкальные элементы, благодаря которым она звучит как слащавый родственник „Between the Sheets“ The Isley Brothers».

## Список композиций
| - CD maxi — UK 1. «You Gotta Be» — 4:04 2. «Sun of 79» — 5:14 3. «You Gotta Be» (Frankie Foncett mix) — 5:18 4. «You Gotta Be» (after hours mix) — 4:30 - CD maxi — UK 1. «You Gotta Be» 2. «You Gotta Be» (Blacksmith 7-inch radio edit) 3. «You Gotta Be» (Blacksmith 12-inch mix) 4. «Warm Hands, Cold Heart» - 12-inch maxi — UK 1. «You Gotta Be» (Frankie Foncett mix) 2. «You Gotta Be» (the max) 3. «You Gotta Be» (after hours mix) 4. «You Gotta Be» (hourglass mix) 5. «You Gotta Be» (love will save the day mix) | - CD single 1 — Europe 1. «You Gotta Be» — 4:01 2. «Warm Hands, Cold Heart» — 4:35 - CD single 2 — Europe 1. «You Gotta Be» — 4:01 2. «Warm Hands, Cold Heart» — 4:35 3. «Sun of 79» — 5:15 - CD maxi — Europe 1. «You Gotta Be» — 4:03 2. «You Gotta Be» (Blacksmith mix) — 5:29 3. «You Gotta Be» (Frankie Foncett mix) — 5:18 4. «You Gotta Be» (love will save the day) — 4:03 - 12" maxi — UK 1. «You Gotta Be» (Blacksmith mix) 2. «You Gotta Be» (Frankie Foncett mix) 3. «You Gotta Be» (love will save the day) - CD single — Promo — France 1. «You Gotta Be» (love will save the day) — 4:04 | - CD single 1 — UK 1. «You Gotta Be» (1999 Mix) — 3:57 2. «You Gotta Be» (Tin Tin Out Remix) 3. «Soul Paradise» - CD single 2 — UK 1. «You Gotta Be» (1999 Mix) — 3:57 2. «Life» — 3:36 3. «You Gotta Be» — 4:06 - Cassette — UK 1. «You Gotta Be» (1999 Mix) — 3:57 2. «You Gotta Be» — 4:06 |

## Появление в других медиа
- В апреле 1994 года компания Sky Movies[англ.] использовала песню в рекламных превью-роликах. В марте 1995 года телеканал ABC начал показ рекламной кампании передачи «Доброе утро, Америка», направленной на привлечение более молодой аудитории, а также увеличение зрителей среди мужского контингента. Композиция «You Gotta Be» звучала в сценах «Американцы погружены в утренние ритуалы: спешащие пассажиры, бреющийся молодой человек, дети, направляющиеся в школу», которые перемежались с кадрами ведущих программы «Доброе утро, Америка»[2].
- В 1995 году музыкальное видео было спародировано Эллен Клегхорн (играющей первую жену О. Джей Симпсона Маргерит Уитли, но визуально напоминающую Дез’Ри) для одного их эпизодов 20-го сезона шоу «Субботним вечером в прямом эфире». Сама Двумя эпизодами позже Дез’Ри была приглашена на шоу в качестве гостя, исполнив эту песню, а также «Feel So High». Кроме того в период с 1998 по 1999 годы композиция использовалась в рекламе автомобиля Ford Focus[21].
- Композиция звучит в саундтреках фильмов «Парень-каратист 4» и «Объект моего восхищения». Она также использовалась в специальных промо-роликах для PBS Kids, которые транслировались в День Мартина Лютера Кинга в период с 2001 по 2006 год. Кроме того, кавер-версия на эту песню звучит в одном из эпизодов телесериала «Не верь с*** из квартиры 23».
- В 2004 году, после ухода с звукозаписывающего лейбла Sony, Дез’Ри не разрешали продавать права на эту песню в фильмы, телешоу (включая «Хор» и «Счастливый конец») или рекламные ролики. Однако после возвращения певицы в музыкальную индустрию в 2019 году права на её использование были лицензированы повторно, и её можно услышать в фильме «Капитан Марвел», а также в эпизоде телешоу PEN15[англ.] «Dance».
- Песня была использована в одном из эпизодов сериала «Обученные», а также в финале американского ситкома «Трудности ассимиляции», который вышел в эфир в феврале 2020 года.
- В 2021 году композиция прозвучала в сериале «Флэш», а также использована (в виде  мэшапа с песней «Rhythm Nation»[англ.] Джанет Джексон) в саундтреке киноадаптации «Золушки» 2021 года[22]. Помимо этого, в том же году, певица Мел Би исполнила кавер-версию «You Gotta Be» на испанском развлекательном шоу Mask Singer: Adivina quién canta телеканала Antena 3[23].

## Чарты и сертификация
| Чарт (1994–1995)                      | Высшая позиция |
| ------------------------------------- | -------------- |
| Австралия (ARIA)                      | 9              |
| Канада (RPM Top Singles)              | 36             |
| Канада (RPM Adult Contemporary)       | 1              |
| Europe (Eurochart Hot 100)            | 31             |
| Europe Dance (Music & Media)          | 1              |
| Франция (SNEP)                        | 20             |
| Германия (GfK)                        | 79             |
| Italy (Musica e dischi)               | 14             |
| Нидерланды (Single Top 100)           | 47             |
| Новая Зеландия (Recorded Music NZ)    | 11             |
| Шотландия (OCC Scotland)              | 14             |
| Великобритания (OCC UK Singles)       | 14             |
| Великобритания (OCC UK Dance)         | 30             |
| Великобритания (OCC UK Hip Hop/R&B)   | 2              |
| UK Dance (Music Week)                 | 22             |
| США (Billboard Hot 100)               | 5              |
| США (Billboard Adult Contemporary)    | 2              |
| США (Billboard Adult Pop Airplay)     | 23             |
| США (Billboard Hot R&B/Hip-Hop Songs) | 72             |
| США (Billboard Pop Airplay)           | 6              |
| США (Billboard Rhythmic)              | 24             |

| Чарт (1999)                                | Высшая позиция |
| ------------------------------------------ | -------------- |
| Бельгия/Фландрия (Ultratip Bubbling Under) | 4              |
| Europe (Eurochart Hot 100)                 | 32             |
| Германия (GfK)                             | 76             |
| Iceland (Íslenski Listinn Topp 40)         | 9              |
| Netherlands (Dutch Top 40 Tipparade)       | 20             |
| Нидерланды (Single Top 100)                | 77             |
| Шотландия (OCC Scotland)                   | 12             |
| Spain (AFYVE)                              | 1              |
| Великобритания (OCC UK Singles)            | 10             |
| Великобритания (OCC UK Hip Hop/R&B)        | 2              |

| Чарт (1994)                     | Позиция |
| ------------------------------- | ------- |
| Australia (ARIA)                | 69      |
| New Zealand (Recorded Music NZ) | 31      |

| Чарт (1995)                       | Позиция |
| --------------------------------- | ------- |
| Canada Adult Contemporary (RPM)   | 38      |
| France (SNEP)                     | 87      |
| US Billboard Hot 100              | 20      |
| US Adult Contemporary (Billboard) | 3       |

| Чарт (1999)        | Позиция |
| ------------------ | ------- |
| Spain (PROMUSICAE) | 12      |

| Регион | Сертификация | Продажи |
| --- | ------------ | ------- |
| Новая Зеландия (RMNZ) | Золотой      | 5000*   |
| Великобритания (BPI) | Золотой      | 400 000 |
| США | —            | 358,000 |
| * Данные о продажах приведены только на основе сертификации. · Данные о продажах + прослушиваниях приведены только на основе сертификации. |              |         |